# Purpuricenus budensis
Purpuricène du Chêne vert
Espèce
Synonymes
- Cerambyx budensis Götz, 1783[1]
- Purpuricenus wredii Fischer von Waldheim, 1824[1]

Purpuricenus budensis, le Purpuricène du Chêne vert, est une espèce de coléoptères de la famille des Cerambycidés.

## Systématique
L'espèce Purpuricenus budensis a été initialement décrite en 1783 par le zoologiste Georg Friedrich Götz (d) (1750-1813) sous le protonyme de Cerambyx budensis.

## Description
Mesurant 10-20 millimètres, il est noir et possède des élytres rouges à tache noire apicale se rétrécissant vers l'avant. Le pronotum possède deux petites pointes latérales. Les antennes du mâle dépassent l'extrémité des élytres, celles de la femelle sont plus courtes et atteignent l'extrémité des élytres.

## Éthologie
On le trouve sur les ombelles comme la Carotte sauvage. Les larves se nourrissent dans le bois des feuillus, surtout les chênes. On l'observe de mai à août.

## Répartition géographique
Assez commun dans le Midi de la France.

## Liste des sous-espèces et variétés
Selon BioLib (1 février 2022) :
- sous-espèce Purpuricenus budensis bitlisiensis Pic, 1902
- sous-espèce Purpuricenus budensis budensis (Götz, 1783)
  - variété Purpuricenus budensis budensis var. affinis Brullé
  - variété Purpuricenus budensis budensis var. punctiger Apfelbeck